# Мірзапур
Мірзапур (англ. Mirzapur, гінді मिर्ज़ापुर, урду مرزا پور) — місто в індійському штаті Уттар-Прадеш, розташоване на березі Гангу, адміністративний центр округу Мірзапур. Місто відоме виготовленням ковдр та мідних виробів.
| Індія | Це незавершена стаття з географії Індії. Ви можете допомогти проєкту, виправивши або дописавши її. |